# Harry Simon (strzelec)
Harry Eugene Simon (ur. 13 lipca 1873 w Beachwood, zm. 8 czerwca 1932 w Catawba) – amerykański strzelec, wicemistrz olimpijski, wicemistrz świata.
Był porucznikiem w 6 Pułku Piechoty Ohio. 
Wystąpił na Letnich Igrzyskach Olimpijskich 1908 w dwóch konkurencjach. Został wicemistrzem olimpijskim w karabinie dowolnym w trzech postawach z 300 m, ponosząc porażkę wyłącznie z Albertem Helgerudem. Z kolei w karabinie dowolnym z 1000 jardów uplasował się na 19. pozycji.
Simon jest wicemistrzem świata z 1912 roku w karabinie wojskowym leżąc z 300 m. Obok Ernesta Eddy'ego jest pierwszym Amerykaninem, który stanął na podium mistrzostw świata.

## Wyniki

### Igrzyska olimpijskie
| Igrzyska | Konkurencja                          | Wynik                  | Miejsce | Źródło |
| -------- | ------------------------------------ | ---------------------- | ------- | ------ |
| IO 1908  | Karabin dowolny, trzy postawy, 300 m | 887 pkt. (365–294–228) |         | [ 2 ]  |
| IO 1908  | Karabin dowolny, 1000 jardów         | 86 pkt.                | 19      | [ 3 ]  |

### Medale mistrzostw świata
Opracowano na podstawie materiałów źródłowych:
| Mistrzostwa           | Konkurencja                   | Wynik            | Miejsce |
| --------------------- | ----------------------------- | ---------------- | ------- |
| Bajonna/Biarritz 1912 | Karabin wojskowy leżąc, 300 m | 176 pkt. (druż.) |         |